# Binsfeld (Beek)
 Het kasteel Binsfeld stond in het Nederlandse dorp Beek, provincie Limburg. Op het kasteelterrein verrees in 1850 het herenhuis de Nieuwenhof, dat sinds 1967 een rijksmonument is.

## Geschiedenis
Vermoedelijk is het goed Binsfeld in de middeleeuwen ontstaan als afsplitsing van de Vroenhof. Rond 1381 werd Eustachius van Beekhoven beleend met het goed Binsfeld, dat toen een leen van Valkenburg was. Wanneer het kasteel is gebouwd, is niet bekend, maar vermoedelijk was er in de 14e eeuw al wel een huis aanwezig. In hoeverre dit een verdedigbaar, stenen bouwwerk was, is niet duidelijk.
Na Eustachius volgden nog de leenmannen Jan in het Panhuijs genaamd van Beekhoven, en Gerard van Wylre. De familie Cartils is waarschijnlijk ook enige tijd in het bezit geweest van Binsfeld, aangezien het huis in de 15e eeuw ook wel werd aangeduid als Cartilshof.
Drossaard Werner van Binsfeld werd in 1537 met het goed beleend. Hij verkreeg de heerlijkheid Wijlre dankzij zijn echtgenote Anna van Nesselrode, die de heerlijkheid had ingebracht bij hun huwelijk. Werner overleed in 1560 en liet Binsfeld na aan hun zoon Conraad van Binsfeld tot Wijlre.
De laatste eigenaar uit de familie Van Binsfeld was Willem. Deze domheer te Hildesheim trouwde in 1645 met Catharina van Wachtendonk. Acht jaar later werd jonker Arnold van Wachtendonk met Binsfeld beleend.
In 1694 kwam Binsfeld toe aan Hendrik Stas. Zijn nazaten bouwden in 1850 een nieuw landhuis met de naam De Nieuwenhof, naast de plek waar het oude Binsfeld had gestaan. De laatste telg uit de familie Stas was Thérèse, die in 1910 overleed. De erven verkochten het goed aan arts en amateurarcheoloog H.J. Beckers. 

## Beschrijving
Op het zuidoostelijke deel van het terrein is nog een verhoging zichtbaar waarop het huis moet hebben gestaan. De grachten rondom zijn opgedroogd, maar werden in het verleden waarschijnlijk gevoed door de Keutelbeek. In de jaren 1978-1979 zijn gemetselde mergelstenen aangetroffen, die wijzen op een fundering en kelder ter plaatse.
Wanneer kasteel Binsfeld is verdwenen, is niet bekend. Een kadastrale kaart uit het eerste kwart van de 19e eeuw toont een groep gebouwen rondom een binnenplaats, voorzien van de naam Den nieuwen hof.
Het huidige herenhuis de Nieuwenhof dateert uit 1850 en betreft een bakstenen gebouw van twee bouwlagen. Haaks op het gebouw staan aan weerszijden twee bouwdelen van één bouwlaag. Binnen bevindt zich een 18e-eeuwse stookplaats.
Het bakstenen koetshuis met mansardedak dateert deels uit 1730.
Aerwinkel · Kasteel Afferden · Aldt Huys · Aldenborgh · Kasteel Aldenghoor · Aldenhoven · Alte Burg · Kasteel Amstenrade · Slot Annendael · Kasteel Arcen · Baersdonck · Bakvliet · Baronsberg · Baxhof · Beegden ·  Benzenrade · Kasteel De Berckt · Kasteel Bethlehem · Beusdaelshof · Binsfeld · Huis Blankenberg · Kasteel Bleijenbeek · Blitterswijck · Boerlo · Bolberg · Bollenberg · Kasteel De Bongard · Borggraaf · Kasteel d'Erp · Kasteel Borggraaf · Kasteel Borgharen · Kasteel Born · Huis Bree · Breust · Kasteel Broekhuizen · Broekhuizen · Gracht Burggraaf · Kasteel De Burght · Kasteel Cartils · Cloppenburg (Oost-Maarland) · Kasteel Cortenbach · Huis De Dael · Dammerscheid · Kasteel De Bockenhof · De Donck (Sevenum) · De Donck (Swolgen) · De Dorth ·  Huis ten Dijcken · Kasteel Doenrade · De Doom · Douve · Douvenrade · De Dries · Kasteel Erenstein · Kasteel Eijsden · Eijsden · Einrade · Kasteel Elsloo · Ensenbroek · Eperhuis · Etzenraderhuuske · Exaten · Kasteel Eijckholt · Kasteel Eyckholt · Eys · Gastendonck · Kasteel Genbroek · Gebroken Slot · Kasteel Geijsteren · Kasteel Op Genhoes · Kasteel Genhoes · Genneperhuis · Kasteel Het Geudje · Kasteel Geulle · Kasteel Geusselt · Geijsteren · Gen Heck · Ghoor · Kasteel Goedenraad · Kasteel Grasbroek · Kasteel Groenendaal · Groethof · Groot Paarlo · Kasteel van Gronsveld · De Gun ·Kasteel Haeren · Kasteel Den Halder · Heerlaer · Heeze · Heijen · 's-Herenanstel · Kasteel Hillenraad · Kasteel Hoensbroek · Hoenshuis · Holstrate · Holtmühle · Huize Holtum · Kasteel Horn · De Horst · Huys ter Horst · Ten Hove (Grathem) · Ten Hove (Panningen) · Huis Brias · Huis Darth ·  Kasteel Hurpesch · Kasteel Sint-Jansgeleen · Kasteel Jerusalem · Kasteel Kaldenbroek · Den Kamp · Kasteel Karsveld · Kasteel Keverberg · Klein Paarlo · Klimmender Huuske · De Kolck · Koppelberg · Laar · Landsfort · Kasteel Lemiers · Kasteelruïne Lichtenberg · Kasteel Limbricht · Lonesteyn · Huize Lovendael · Mazenburg · Kasteel van Meerlo · Kasteel Meerssenhoven · Meezenbroek · Kasteel van Mheer · Middelaar · Kasteel Millen · Kasteel Montfort · Movert · Mulrode · De Munt · Château Neercanne · Kasteel Neubourg · Nienghoor · Huis Nierhoven · Kasteel Nieuwenbroeck · Nije Huys · Kasteel Nijenborgh · Kasteel Nijswiller · Nijthuysen · Kasteel Obbicht · Oedenrade · Kasteel Ooijen · Kasteel Oost (Valkenburg) · Kasteel Oost (Oost-Maarland) · Kasteel Ouborg · Overen · Kasteel Passarts-Nieuwenhagen · Prickenis · Prinsenhof · Puth · De Putting · Raath · De Raay · Ravenhof · Kasteel Reijmersbeek · Kasteel van Rijckholt · Kasteel Rivieren · Rodenbroek · Rosendaal · Kasteel Schaesberg · Kasteel Schaloen · Te Scharen · Schenkenburg · Kasteel Scheres · De Spijker (Geijsteren) · De Spijker (Leeuwen) · Huis Severen · Sibberhuuske · Château St. Gerlach · Spraland · Huis De Spyker · Huize Stalberg · Stalberg (Wellerlooi) · De Steeg · Kasteel Stein · Steinhagen · Steenen Huis · Stoel van Swentibold · Strijthagen (Landgraaf) · Strijthagen (Welten) · Struyver · Kasteel Terborgh · Terlinden (Wijnandsrade) · Terveurdt · Ter Weyer · Kasteel Ter Worm · De Tombe · Huis De Torentjes · Triest · Trippaert · Kasteel Vaalsbroek · Kasteel Vaeshartelt · Valkenburg · Vliek · De Vroenhof · Vrijburg · Kasteel Wambach · Warenberg · Well · Weyershof ·  Wijlre · Kasteel Wijnandsrade · Wijnandsrade · Wijnantshof · Wissegracht · Huize Witham · Kasteel Wittem · Wolfrath · Wylre